# Aedea

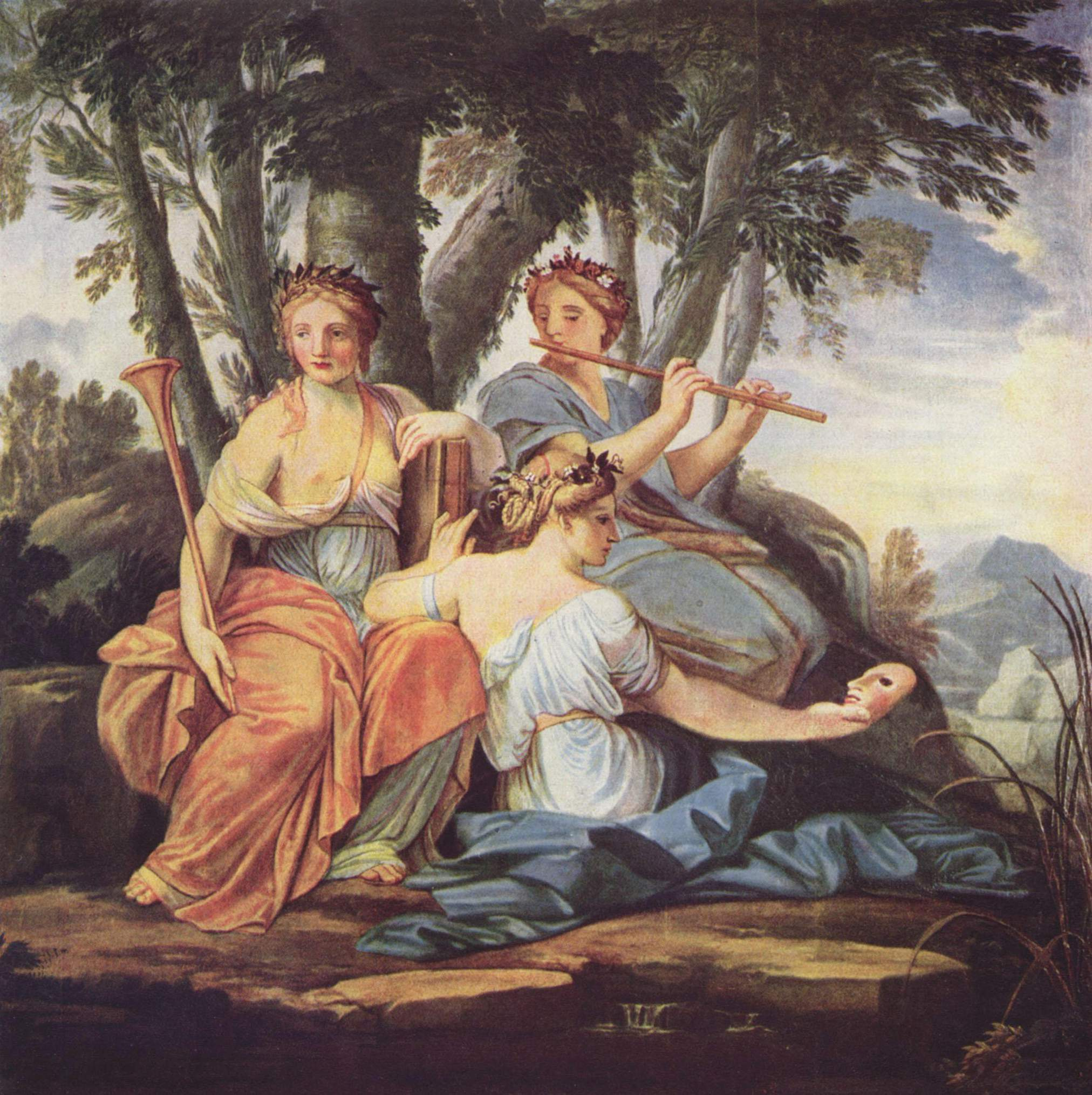
Las tres musas.

En la mitología griega Aedea o Aede (en griego Αοιδη, Aoide, «cantar»), es la tercera y última de las musas originales. Pausanias dice que los Alóadas consideraron que las musas eran tres y les pusieron los nombres de Mélete, Mneme y Aede. Cicerón, en cambio, dice que las primeras musas eran cuatro en total, nacidas del segundo Júpiter: Telxínoe, Aede, Arque y Mélete.
Aedea es la musa de la ejecución de la obra artística; es la de la puesta en escena como tal, ya que es ella la que se encarga de leer, recitar, tocar (instrumentos) o cantar lo que anteriormente su hermana Mneme ha escrito. Representa el momento en el que una obra de arte es utilizada.[cita requerida]
Por otro lado, se piensa que la obra artística sólo tiene vida propia mientras el artista la estaba creando (pintar un cuadro, escribir una canción, etc.), pero este trabajo no le correspondía a Aedea, sino a su hermana Mnemea. Una vez que la obra estaba creada, ‘muere’ en cierto sentido, pues pasa a ser estática y no sufre más cambios. Como culminación de la obra, sólo queda su reproducción o ejecución de dicha obra, trabajo que correspondía a Aedea.[cita requerida]
Se la representa iconográficamente como una joven en actitud de cantar o recitar poemas, al mismo tiempo que va pulsado una lira, porque se considera que el sonido de los instrumentos musicales es como un símil de una voz.[cita requerida]